# Santiago López-Vázquez
Santiago Joaquín López-Vázquez Navarro (Santander, 18 de marzo de 1971) es un ingeniero y deportista español que compitió en vela en la clase 49er.
Ganó una medalla de oro en el Campeonato Mundial de 49er de 2000 y dos medallas en el Campeonato Europeo de 49er, plata en 1999 y bronce en 2001. Participó en los Juegos Olímpicos de Sídney 2000, ocupando el cuarto lugar en la clase 49er (junto con Javier de la Plaza).

## Trayectoria
Comenzó a navegar en el Real Club Marítimo de Santander con su hermano Javier, destacado patrón de la clase Snipe. En esa clase se proclamó campeón europeo juvenil de en 1989 y campeón de la Copa de España Juvenil en 1981 y 1986, subcampeón en 1989 y tercero en 1990.
Fue el estratega del equipo Desafío Español 2007 en la 32.ª edición de la Copa América. En 2009 fue nombrado director de preparación olímpica de la Real Federación Española de Vela. En noviembre de 2022 fue elegido director general del Real Club Marítimo de Santander.
Estudió Ingeniería de Telecomunicaciones en la Universidad de Cantabria. En 2002 fue condecorado con la Medalla de Bronce de la Real Orden del Mérito Deportivo.

## Palmarés internacional
| \| Campeonato Mundial \| Campeonato Mundial \| Campeonato Mundial \| Campeonato Mundial \| \| Año \| Lugar \| Medalla \| Clase \| \| ------------------ \| ------------------ \| ------------------ \| ------------------ \| \| 2000 \| Guaymas (México) \| Medalla de oro \| 49er \| \| Campeonato Europeo \| \| \| \| \| Año \| Lugar \| Medalla \| Clase \| \| 1999 \| Cascaes (Portugal) \| Medalla de plata \| 49er \| \| 2001 \| Brest (Francia) \| Medalla de bronce \| 49er \| |                    |                   |       |
| Campeonato Mundial |                    |                   |       |
| Año | Lugar              | Medalla           | Clase |
| 2000 | Guaymas (México)   | Medalla de oro    | 49er  |
| Campeonato Europeo |                    |                   |       |
| Año | Lugar              | Medalla           | Clase |
| 1999 | Cascaes (Portugal) | Medalla de plata  | 49er  |
| 2001 | Brest (Francia)    | Medalla de bronce | 49er  |